# Macheng
För andra betydelser, se Macheng (olika betydelser).
Macheng är en stad på häradsnivå som lyder under Huanggangs stad på prefekturnivå i Hubei-provinsen i centrala Kina.

## Historia
Macheng har en lång skriven historia som kan spåras tillbaka till Vår- och höstperioden, då orten var en del av staten Chu och var skådeplats slaget om Boju mellan Chu och Wu 506 f.Kr. Orten fick namnet Macheng 598 f.Kr. och utgjorde ett härad under större delen av kejsartiden.
Macheng blev känt i Sverige när två missionärer mördades i marknadsstaden Songbu i juli 1893.
1927 utbröt ett bondeuppror i Macheng, vilket skapade en stark bas för Kinas kommunistiska parti. Mer än 100.000 människor från orten med omnejd gick med i Röda armén under lokala generaler som Wang Shusheng och Chen Zaidao.
Under det Stora språnget 1958-62 fick Macheng mycket nationell uppmärksamhet för sina folkkommunerns osannolika produktionsresultat. I augusti 1958 uppgav rapporter att folkkommunen Jianguo lyckats åstadkomma en avkastning på 18 450 kil ris per mu åkermark genom att transplantera ris från andra fält. Uppgifterna visade sig dock vara uppblåsa och 17,5 procent av det ansvariga produktslagets medlemmar dog av svält 1959-60.